# 7640 Marzari
7640 Marzari eller 1985 PX är en asteroid i huvudbältet som upptäcktes den 14 augusti 1985 av den amerikanske astronomen Edward L.G. Bowell vid Anderson Mesa Station. Den är uppkallad efter italienaren Francesco Marzari.
Asteroiden har en diameter på ungefär 3 kilometer.